# Вальтер Науш
Вальтер Науш (нім. Walter Nausch, 5 лютого 1907, Відень — 11 липня 1957, Обертраун) — австрійський футболіст, що грав на позиції півзахисник. Капітан віденської «Аустрії» і збірної Австрії. По завершенні ігрової кар'єри — тренер.
Чемпіон Австрії. Чотириразовий володар Кубка Австрії. Дворазовий володар Кубка Мітропи.

## Клубна кар'єра
У футболі дебютував 1923 року виступами за команду «Аустрія» (Відень), в якій провів три сезони. За цей час двічі виборов титул чемпіона Австрії в 1924 (зіграв 1 матч) і 1926 (зіграв 4 матчі) роках. Через високу конкуренцію в команді, молодий Науш потрапляв у склад лише зрідка. Також команда виграла Кубок Австрії в 1925 і 1926 роках. В першому з цих розіграшів Вальтер не грав зовсім, а в другому — зіграв два матчі в чвертьфіналі і півфіналі, забив 1 гол.
В 1926 році перейшов у команду «Вінер Атлетік», де одразу став провідним гравцем. Відіграв за віденську команду наступні три сезони своєї ігрової кар'єри.
Добре проявивши себе в складі ВАКа, в 1929 році повернувся до «Аустрії» (Відень). Цього разу був одним з лідерів цієї команди. З «Аустрією» не зміг в 30-х роках жодного разу виграти чемпіонат країни, але додав до переліку своїх трофеїв два титули володаря Кубка Мітропи і три перемоги в Кубку Австрії. В 1936—1937 роках був у команді граючим тренером. Після аншлюсу в 1937 році клуб ненадовго змінив назву на «Остмарк». Посеред сезону 1938-39 Науш залишив «Аустрію» і переїхав у Швейцарію.
Спочатку грав за клуб «Грассгоппер», з яким став чемпіоном Швейцарії 1939 році. Зігравши два матчі за «Грассгоппер» в новому чемпіонаті, перейшов у іншу команду з Цюриха — «Янг Фелловз». Був у команді граючим тренером. Був основним гравцем команди до 1945 року, періодично виходив на поле до 1947 року.

## Виступи за збірну
1929 року дебютував в офіційних матчах у складі збірної Австрії. Протягом кар'єри у національній команді провів 39 матчів. Тривалий час був капітаном команди. Єдиний гол за збірну забив у ворота, котрі захищав Франтішек Планічка.

## Кар'єра тренера
Розпочав тренерську кар'єру ще у клубі «Аустрія» (Відень), де був граючим тренером. Більшість джерел називають Науша тренером команди в 1936-1937 роках, але в австрійських джерелах він вказується тренером команди і в двох наступних сезонах разом з Маттіасом Сінделаром. Пізніше був граючим тренером у швейцарському клубі «Янг Фелловз». Очолював клуб з Цюриха 8 років.
1948 року став головним тренером збірної команди Австрії, яку тренував шість років.
Під його керівництвом команда здобула бронзові нагороди на чемпіонаті світу 1954 року у Швейцарії. Австрійці на груповому етапі обіграли Шотландію (1-0) і Чехословаччину (5-0), в чвертьфіналі здолали господарів (7-5), а в півфіналі поступилися ФРН (1-6). В матчі за третє місце була переможена збірна Уругвая (3-1).
Останнім місцем тренерської роботи був клуб «Аустрія» (Відень), головним тренером команди якого Вальтер Науш був з 1954 по 1955 рік.
Помер 11 липня 1957 року на 51-му році життя у місті Обертраун.

## Статистика виступів

### Статистика виступів у Швейцарії
Виступи у вищому дивізіоні чемпіонату Швейцарії.
| Сезон                       | Матчі | Голи | Клуб        |
| --------------------------- | ----- | ---- | ----------- |
| Чемпіонат Швейцарії 1938/39 | 10    | 5    | Грассгоппер |
| Чемпіонат Швейцарії 1939/40 | 2     | 1    | Грассгоппер |
| Чемпіонат Швейцарії 1939/40 | 17    | 2    | Янг Фелловз |
| Чемпіонат Швейцарії 1940/41 | 22    | 0    | Янг Фелловз |
| Чемпіонат Швейцарії 1941/42 | 25    | 2    | Янг Фелловз |
| Чемпіонат Швейцарії 1942/43 | 25    | 1    | Янг Фелловз |
| Чемпіонат Швейцарії 1943/44 | 26    | 2    | Янг Фелловз |
| Чемпіонат Швейцарії 1944/45 | 16    | 1    | Янг Фелловз |
| Чемпіонат Швейцарії 1945/46 | 6     | 1    | Янг Фелловз |
| Чемпіонат Швейцарії 1946/47 | 3     | 0    | Янг Фелловз |
| РАЗОМ                       | 154   | 15   |             |

## Титули і досягнення
Гравець
- Чемпіон Австрії (2):

«Аустрія» (Відень): 1924, 1926
- Володар Кубка Австрії (4):

«Аустрія» (Відень): 1925, 1933, 1935, 1936
- Володар Кубка Мітропи (2):

«Аустрія» (Відень): 1933, 1936
- Чемпіон Швейцарії (1):

«Грассгоппер»: 1939
Тренер
- Бронзовий призер чемпіонату світу: 1954